# اچ‌دی‌ام‌اس نوردکاپرن (اس۳۲۱)
اچ‌دی‌ام‌اس نوردکاپرن (اس۳۲۱) (به انگلیسی: HDMS Nordkaperen (S321)) یک زیردریایی بود که طول آن ۴۳٫۹ متر (۱۴۴ فوت) بود. این زیردریایی در سال ۱۹۶۹ ساخته شد.